# Latrodectus elegans
Latrodectus elegans är en spindelart som beskrevs av Tord Tamerlan Teodor Thorell 1898. Latrodectus elegans ingår i släktet änkespindlar, och familjen klotspindlar. Inga underarter finns listade i Catalogue of Life.